# Restless Virgins
Restless Virgins is een Amerikaanse dramafilm uit 2013. De film werd geregisseerd door Jason Lapeyre met Vanessa Marano en Max Lloyd-Jones in de hoofdrollen. Zij vertolken twee middelbare scholieren die betrokken raken bij een seksschandaal. Het verhaal is los gebaseerd op een boek met dezelfde titel, dat zelf gebaseerd is op feiten die zich in 2005 hebben afgespeeld op een school in Massachusetts.
Restless Virgins werd matig ontvangen. Op IMDb heeft hij een score van 5,8 op tien. Bij Rotten Tomatoes heeft hij een publieksscore van 25%.

## Verhaal
Emily is een buitenbeentje op de exclusieve Sutton-school omdat haar vader "maar" een tandarts is, terwijl de meeste van haar medeleerlingen uit welgestelde en hooggeplaatste families komen. Lukas, die ook van gemiddelde komaf is, was vroeger bevriend met haar. Via het lacrosseteam is hij in het kliekje van de populaire jongens geraakt.
Enkele van die jongens willen naam maken door groepseks te hebben met één meisje, en hier zonder haar medeweten een video van te maken. Die had pas nadat ze waren afgestudeerd publiek mogen worden, maar dit gebeurt natuurlijk meteen. Ook Lukas had erop gestaan, ware het niet dat hij de avond van de opname uit was met Emily en autopanne had toen hij door zijn vrienden werd teruggeroepen.
Emily en Lukas zijn net weer met elkaar beginnen omgaan als de video verschijnt. Boos publiceert ze hem op de website van de schoolkrant, waardoor hij viraal gaat. De prestigieuze school stelt vervolgens alles in het werk om de zes jongens in de video te identificeren, om ze dan weg te sturen. Ook Emily wordt bestraft omdat ze de goede naam van het instituut heeft besmeurd.
Het idee om de video te maken kwam van Dylan, wiens vader miljardair en senator is. Om zijn naam te beschermen koopt hij Lukas om om zijn schuld op zich te nemen, en Emily om te zwijgen. Op het moment van de waarheid besluit Lukas toch niet te liegen, en dankzij Emily kan hij zijn versie van de feiten bewijzen. Voor Dylan vertrekt zegt hij dat het voorval over enkele maanden toch vergeten zal zijn en hem of zijn vader niet zal hinderen, wat Emily en Lukas gelaten aannemen.

## Rolverdeling

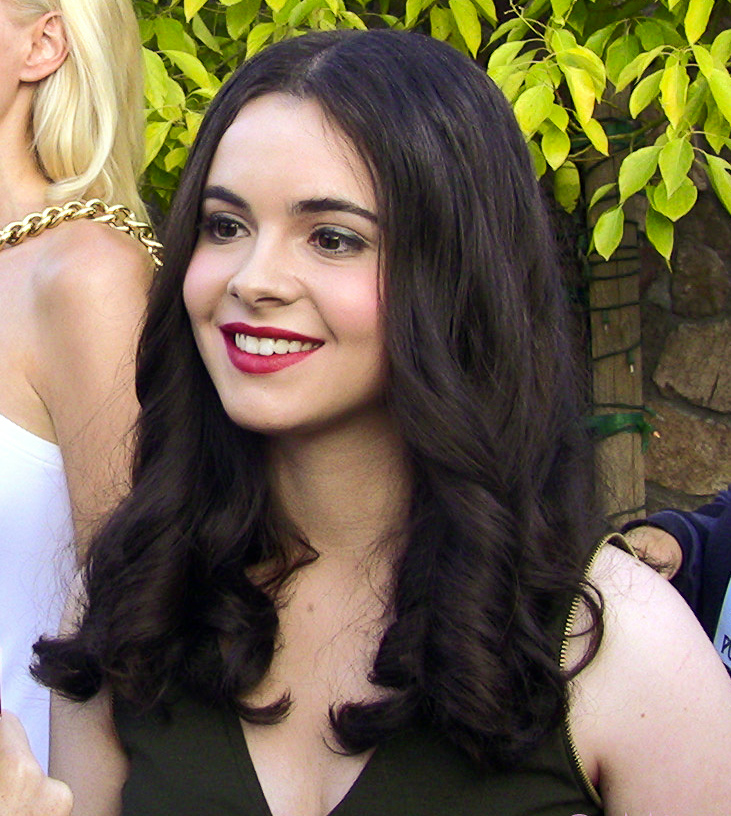
Hoofdrolspeelster Vanessa Marano in 2011.

- Vanessa Marano als Emily, het buitenbeentje dat de schoolkrant beheert. Zij is de protagonist.
- Max Lloyd-Jones als Lukas (Luke), de jongen waar Emily een boontje voor heeft.
- Charlie Carver als Dylan Whitman, de leider van het jongenskliekje.
- Jedidiah Goodacre als Cotton, de zoon van een Texaanse oliebaron.
- Zach Martin als Sam.
- Rami Kahlon als Anya, Emily's vriendin.
- Anup Sehdev als Raj, van wie de videocamera werd geleend, waardoor ook hij als beursstudent als eerste moet gaan.
- Elise Gatien als Heather, Lukas' hooghartige ex-vriendin.
- Timothy Busfield als senator Whitman, Dylans vader.
- Jesse Wheeler als Phillip, Anya en Rajs vriend die aan Harvard studeert.
- Christie Burke als Madison, het meisje in de video.
- Ellie Harvie als dr. Lyons, de schooldirectrice.